# Роуз Хилс (Калифорнија)
Роуз Хилс (енгл. Rose Hills) насељено је место без административног статуса у америчкој савезној држави Калифорнија.

## Демографија
По попису из 2010. године број становника је 2.803.
| Група             | 2000.    | 2010.         |
| Белци             | 0 (0,0%) | 631 (22,5%)   |
| Афроамериканци    | 0 (0,0%) | 54 (1,9%)     |
| Азијати           | 0 (0,0%) | 440 (15,7%)   |
| Хиспаноамериканци | 0 (0,0%) | 1.647 (58,8%) |
| Укупно            | 0        | 2.803         |